# IC 1735
IC 1735 ist eine Galaxie vom Hubble-Typ S im Sternbild Dreieck am Nordsternhimmel. Sie ist schätzungsweise 515 Millionen Lichtjahre von der Milchstraße entfernt.
Das Objekt wurde am 13. November 1903 von Stéphane Javelle entdeckt.